# Pro Deutsche Mitte – Initiative Pro D-Mark
Pro Deutsche Mitte – Initiative Pro D-Mark (von 1998 bis 2001 Initiative Pro D-Mark – neue liberale Partei, Kurzbezeichnung: Pro DM) war eine rechtspopulistische Kleinpartei, die von 1998 bis 2007 existierte und die gegen die Einführung des Euro kämpfte. Ihre dominanteste Person in der öffentlichen Wahrnehmung war ihr Gründer und Vorsitzender, der Verleger Bolko Hoffmann. In ihrer knapp zehnjährigen Geschichte trat sie nur sporadisch zu Wahlen an. Bei der Landtagswahl in Sachsen 1999 erzielte sie mit 2,1 % einen Achtungserfolg. 2004 nahm sie den ehemaligen Hamburger Innensenator Ronald Schill, der bei seiner ursprünglichen Partei, der Partei Rechtsstaatlicher Offensive, in Ungnade gefallen war, bei sich auf. Mit Schill als Spitzenkandidat trat sie im selben Jahr bei der Hamburger Bürgerschaftswahl unter dem Kürzel Pro DM/Schill an und erreichte 3,1 %. Schill blieb zwar Parteimitglied, zog sich jedoch aus der Politik zurück. Vier Monate nach dem Tod des Vorsitzenden Bolko Hoffmann im August 2007 beschloss die Partei ihre Auflösung.

## Struktur
Hoffmann führte die Partei autoritär und zentralistisch. Außer vor Wahlen trat die Partei öffentlich praktisch nicht in Erscheinung, außer mit zum Teil aggressiv durchgeführten Unterschriftensammlungen durch bezahlte Helfer. Mitglieder beklagten im Nachhinein ein undemokratisches Vorgehen des Parteivorsitzenden bei der Aufstellung von Kandidaten und bei der Gründung von Landesverbänden.

## Inhaltliches Profil
Die Partei kämpfte vor allem gegen die Einführung des Euro und für die Wiedereinführung der D-Mark. Das Programm erschien vordergründig eher liberal und vermied die klassischen rechten Reizthemen. Es enthielt hauptsächlich Allgemeinaussagen wie „Die Partei Pro Deutsche Mitte (Pro DM) setzt sich aktiv für den Tier- und Artenschutz ein.“ oder „Die Partei Pro Deutsche Mitte (Pro DM) tritt für eine Mindestrente ein.“
Rechte Positionen wurden im Programm u. a. an drei Stellen deutlich: Die Partei sprach sich für eine starke Zuwanderungsbegrenzung aus, strebte eine schnellere Abschiebung nichtdeutscher Straftäter an und forderte, dass ausländische Drogendealer in ihr Herkunftsland abgeschoben werden. Die Satzung enthielt die Aussage „Wer nicht deutscher Staatsbürger ist, […] hat nicht das Recht an Parteiwahlen zu öffentlichen Mandatswahlen und ihren Entscheidungen teilzunehmen.“ Außerdem fordert die Partei eine massive Verschärfung der Maßnahmen zur inneren Sicherheit und eine restriktive Anti-Drogenpolitik.

## Finanzen und Vermögen
Laut Bundestagsdrucksache 16/5230 erzielte die Partei im Jahr 2005 Einnahmen von etwa 118.000 Euro, darunter 6600 Euro Beiträge und 70.000 Euro Spenden. Etwa 42.000 Euro flossen aus staatlichen Geldern. Im Jahr 2005 erwirtschaftete die Partei ein Defizit von etwa 383.000 Euro. Die Partei erhielt im Jahr 2005 eine Großspende über 10.000 Euro von der Firma Composer Studio aus Bremen.
Das Reinvermögen der Partei war zuletzt negativ. Etwa 6,6 Millionen Verbindlichkeiten für bisher nicht bezahlte Leistungen ergaben eine Überschuldung von 6,1 Millionen Euro.
Die Partei besaß nach eigenen Angaben kein Immobilienvermögen und keine Unternehmensbeteiligungen.

## Geschichte

### Entwicklung bis 2002
Die Partei wurde am 24. April 1998 in Düsseldorf von Bolko Hoffmann unter dem Namen Initiative Pro D-Mark – neue liberale Partei gegründet; nach Angaben der Jungen Freiheit hatte sie zu diesem Zeitpunkt 102 Mitglieder. Zur Bundestagswahl 1998 warb sie mit einem Aufwand im Millionenbereich auf Plakaten und Zeitungsanzeigen mit der Parole Kommt Pro DM in den Bundestag, ist die D-Mark gerettet; letztere erschienen überwiegend in der Jungen Freiheit. Bei der Wahl selber erreichte die Partei 0,9 % der Stimmen, bei der gleichzeitig stattfindenden Landtagswahl in Mecklenburg-Vorpommern 1,4 %. Aufgrund beider Ergebnisse erhielt sie Mittel aus der staatlichen Parteienfinanzierung. Da bei der Bundestagswahl in Sachsen mit 2,7 % das beste Landesergebnis erzielt wurde, beschloss sie, an der dortigen Landtagswahl teilzunehmen. Bei der Wahl, bei der das frühere FDP-Mitglied Dieter Annies Spitzenkandidat war, erzielte sie 2,1 % der Stimmen.
2001 ließ sie der Partei Rechtsstaatlicher Offensive gerichtlich verbieten, das Kürzel PRO zu verwenden, da sie Verwechslungen befürchtete. Im selben Jahr änderte die Partei ihren vollen Namen in Pro Deutsche Mitte – Initiative Pro D-Mark um. Da sie 2001 in Hamburg lediglich 0,2 % erreichte und 2002 in Sachsen-Anhalt nur 0,4 %, zog sie sich zunächst zurück und trat bei der Bundestagswahl 2002 auch nicht mehr an.

### Aufnahme Schills und Folgezeit (2003–2006)
Im Dezember 2003 fiel der ehemalige Hamburger Innensenator Ronald Schill in seiner ursprünglichen Partei – der Partei Rechtsstaatlicher Offensive – in Ungnade und trat einen Monat später der Pro DM bei. Ihm folgten mit Bodo Theodor Adolphi, Friedrich Adolphi, Richard Braak, Katrin Freund und Horst Zwengel fünf weitere Bürgerschaftsabgeordnete aus seiner ehemaligen Partei, die sich mit ihm solidarisiert und zusammen mit ihm in der Hamburgischen Bürgerschaft die Ronald-Schill-Fraktion gebildet hatten. Die Pro DM nannte sich bei der vorgezogenen Neuwahl in Hamburg am 29. Februar 2004 Pro DM/Schill. Schills ursprünglicher Partei verbot sie kurz zuvor, unter dem Kürzel Schill anzutreten und zwang sie auch, die Internetadresse www.schill-partei.de freizugeben.
Bei dieser Wahl erreichte die Pro DM 3,1 % der Stimmen, womit sie erneut an der Fünf-Prozent-Hürde scheiterte. Bei den gleichzeitig stattfindenden Hamburger Bezirkswahlen, bei denen auch die Fünf-Prozent-Hürde gilt, trat sie ebenfalls an und schaffte in Harburg mit 5,2 % den Einzug; dort war sie bis zu ihrer Auflösung mit zwei Abgeordneten vertreten. Sie focht erfolglos die Bürgerschaftswahl an, da sie sich aufgrund massiver Plakatzerstörung benachteiligt sah, zu der aus ihrer Sicht Hamburgs Bürgermeister Ole von Beust sehr viel beigetragen hat, da er in einem Radiointerview über zerstörte Schill-Plakate sagte: „… insgeheim bin ich froh um jedes, das ich nicht sehe.“ Obwohl Schill Parteimitglied blieb und den Landesvorsitz in Hamburg übernahm, zog er sich aus der Politik zurück; so war er auf der Homepage der Partei in der Folgezeit als „z. Zt. abwesend“ bezeichnet worden.
Abgeordnete in der Bezirksversammlung Harburg waren zunächst Uwe Ellefsen und Peter Holthusen. Ellefsen, der Fraktionsvorsitzender wurde, starb am 28. September 2004 während einer Sitzung an einem Herzinfarkt. Für ihn rückte Marion Strelis nach, während Holthusen für die restliche Legislaturperiode Fraktionsvorsitzender war.
Sowohl bei der Bundestagswahl 2005 als auch der Landtagswahl von Sachsen-Anhalt im Jahr 2006 kam sie über Wahlergebnisse von 0,0 % beziehungsweise 0,1 % nicht hinaus.

### Auflösung
Der Parteivorsitzende Hoffmann verstarb im August 2007. Dies sowie die Erfolglosigkeit bei Wahlen führten dazu, dass die Partei auf einem Parteitag am 15. Dezember 2007 ihre Selbstauflösung zum 31. Dezember selben Jahres beschloss. Zugleich wurde folgender Abschlussbericht veröffentlicht:
- Die Partei Pro DM wurde am 24. April 1998 aus einer Bürgerinitiative zum Erhalt der D-Mark gegründet zu dem Zweck, an Wahlen zu Landtagen und zum Bundestag teilzunehmen.
- Dieser Zweckbestimmung folgend beteiligte sich Pro DM mit Landeslisten in allen Bundesländern an der Bundestagswahl 1998 und erzielte einen Zweitstimmenanteil von 0,8 Prozent, dabei in den neuen Bundesländern zwischen 1,5 und 2,0 Prozent. Dieses Ergebnis bewegte sich im Bereich dessen, was die Partei Die Grünen im Jahre 1980 erreicht hatte, und stellte damit einen beachtlichen Erfolg dar. Dies gab Anlass zur Teilnahme von Pro DM an der Wahl zum Sächsischen Landtag 1999. Das Stimmenergebnis dort lag mit 2,1 Prozent zwar deutlich über dem Resultat der FDP, bedeutete aber, dass der Einzug in ein Parlament erneut nicht gelungen war.
- Spätere Teilnahmen an Landtagswahlen (zuletzt Bürgerschaftswahl Hamburg 2004 mit 3,1 Prozent) endeten mit vergleichbaren Ergebnissen. Auf die Beteiligung an der Bundestagswahl 2002 war verzichtet worden, 2005 gelang es in der Kürze der Zeit nicht, die zur Teilnahme erforderlichen Unterstützungsunterschriften zu sammeln.
- Pro DM wurde während der gesamten Zeit ihrer Existenz sowohl von den Medien als auch von der Öffentlichkeit als profilierte Anti-Euro-Partei wahrgenommen. Dennoch erwies es sich als dauernd unmöglich, die jederzeit vorhandene deutlich erkennbare Abneigung der Bürger gegen den Euro in eine Wahlentscheidung zugunsten von Pro DM umzusetzen.
- Damit hat die Partei Pro DM ihrem Zweck gedient. Sie hat alles, was zum Erhalt der D-Mark möglich war, getan, auch wenn sie dabei letztlich politisch erfolglos geblieben ist. Hinzu kommt nicht zuletzt, dass ihr Initiator, Gründer und Parteivorsitzender seit 1998, Herr Bolko Hoffmann, am 20. August 2007 plötzlich und unerwartet verstorben ist.
- Es besteht somit kein Erfordernis mehr, die Existenz von Pro DM fortzusetzen. Dies erwägend wurde am 15. Dezember 2007 die Auflösung der Partei beschlossen.

Die beiden nunmehr parteilosen Mandatsträger in Harburg kündigten an, sich aus der Politik zurückzuziehen und bei den Bezirkswahlen von 2008 nicht mehr zu kandidieren.
Teile der Mitglieder gründeten mit Teilen der ebenfalls Ende 2007 aufgelösten Partei Rechtsstaatlicher Offensive die „Liberalkonservative Initiative Deutschland“, die jedoch bedeutungslos blieb.